# Aïssa Laïdouni
Aïssa Bilal Laïdouni ( em árabe: عيسى بلال العيدوني; Montfermeil - 13 de dezembro de 1996) é um futebolista tunisiano que joga como meio-campista do Al-Wakrah, clube do Catar. 

## Carreira
Um jovem expoente do clube, fez sua estreia na Ligue 1 com o Angers SCO em 2 de abril de 2016 contra o Troyes .

### Ferencváros
Em 20 de abril de 2021, venceu a temporada 2020–21 do Nemzeti Bajnokság I com o Ferencváros ao derrotar o arquirrival Újpest FC por 3–0 na Arena Groupama . Ele veste a camisa número 93, uma homenagem à sua cidade natal, Livry-Gargan, uma comuna nos subúrbios do nordeste de Paris, França.[carece de fontes?]
Nasceu na França e é descendente de argelinos e tunisianos. Ele foi convocado para representar a seleção principal da Tunísia em 19 de março de 2021. Ele fez sua estreia em 25 de março de 2021 nas eliminatórias do AFCON 2021 contra a Líbia.